# 菅田正昭
菅田 正昭（すがた まさあき、1945年 - ）は、日本の評論家、神道研究家、民俗宗教史家。離島政策文化フォーラム共同代表。

## 来歴
東京都池上生まれ。1968年学習院大学法学部政治学科卒業。専門紙記者を経て、1971年から1974年まで青ヶ島村役場に勤務。離島問題の先学である宮本常一と手紙の遣り取りをする。その後本土に戻りフリーの編集者・ライターをしながら、在野の研究者として離島問題や民俗学、宗教学などを研究。財団法人日本離島センターの季刊誌「しま」の編集委員も務めた。1990年から1993年まで、青ヶ島村助役を務めた。
主として神道について執筆。出口王仁三郎分析では、第一人者と謳われる。

## 著書
- 水子の祟りは恐くない 大陸書房 1984.2
- 古神道は甦る たま出版 1985.3 のちタチバナ教養文庫
- 複眼の神道家たち 八幡書店 1987.6
- 言霊の宇宙へ たま出版 1988.1  のちタチバナ教養文庫
- 日本の神社を知る事典 日本の代表神社90社の縁起・祭神・神徳 日本文芸社 1989.5
- 祟神 ブラックホールとしての日本の神々 コスモ・テン・パブリケーション 1989.2
- 古神道の系譜 コスモ・テン・パブリケーション 1990.6
- 古神道の気 花谷幸比古共著 コスモ・テン・パブリケーション 1991.5
- よみがえる異端の神々（別冊 歴史読本 特別増刊）共著 新人物往来社 1995.1
- 日本の島事典 編著 三交社 1995.6
- 日本宗教の戦後史 踊る宗教からカルト教団まで 三交社 1996.2
- 古神道とエコロジー 梅辻規清とその霊的系譜 たちばな出版 1997.8
- アマとオウ 弧状列島をつらぬく日本的霊性 鈴木大拙が欠落させたもの たちばな出版 1999.7
- 日本の神社がわかる本 有名神社95社の縁起・祭神・御神徳 2002.6 (日文新書)
- 神道 森本清彦イラスト 現代書館 2003.10 (For beginnersシリーズ
- 面白いほどよくわかる神道のすべて 日常の暮らしに生きる神道の教えと行事 日本文芸社 2004.6 (学校で教えない教科書)  改訂「図解神道がよくわかる」2009 (図解日文新書)
- 古代技芸神の足跡と古社 新人物往来社 2006.10 (シリーズ神社の基層を掘る)
- 隠れたる日本霊性史 古神道から視た猿楽師たち たちばな出版 2007.2
- 日本の祭り 知れば知るほど 実業之日本社 2007.4
- 第三の目 消された古代神「天目一箇命」の謎 学習研究社 2008.5
- 秦氏の秘教 シルクロードから来た謎の渡来人 学研パブリッシング 2009.11
- よくわかる祝詞 創土社 2010.6
- 出口王仁三郎の大予言 ムー・スーパーミステリーブックス：学研 2011.12